# Борут (кнез)
Борут је био кнез карантанских Словена који је владао средином VIII века. Појачани напади Авара, приморали су га да склопи споразум са бившим непријатељима Баварцима о заједничкој борби против њих. Током 744. и 745. године Карантанци и Баварци успевају да потуку Аваре и сузбију њихове даље нападе на Карантанију. Као последица ове сарадње, Борут је био приморан да призна врховну власт Баварске над Карантанијом и да свог сина Горазда и братанца Хотимира пошаље баварском војводи као таоце. Током њиховог боравка у Баварској, они су примили хришћанство и након Борутове смрти 749. године га наслеђују. Његову владавину је обележио почетак стварања феудалних односа међу карантанским Словенима, као и почетак њихове христијанизације, који ће свој потпуни замах стећи под његовим наследницима Гораздом и Хотимиром.